# Antoni Zdravkov
Antoni Ivanov Zdravkov (in bulgaro Антони Иванов Здравков?; Sofia, 20 agosto 1964) è un allenatore di calcio ed ex calciatore bulgaro, di ruolo difensore.

## Palmarès

### Giocatore

#### Competizioni nazionali
- Campionato bulgaro: 1

Levski Sofia: 1984-1985
- Coppa di Bulgaria: 1

Levski Sofia: 1985-1986